# Pilar (nombre)
Pilar es un nombre propio femenino de origen castellano que procede de la virgen del Pilar, de forma similar a Nuria a la virgen de Nuria. Su significado es "pilar, columna o soporte". 

## Santoral
- 12 de octubre: Nuestra Señora del Pilar.

- Datos: Q1163454
- Multimedia: Pilar (given name) / Q1163454